# Mission to the Unknown
Mission to the Unknown (Mission dans l'inconnu) est le dix-neuvième épisode de la première série de la série télévisée britannique de science-fiction Doctor Who, diffusé pour la première fois le 9 octobre 1965. Écrit par le scénariste Terry Nation, cet épisode, disparu des archives de la BBC, est le seul à ne jamais faire apparaître ni le Docteur, ni ses compagnons, et sert de prologue à l'épisode « The Daleks' Master Plan »

## Accroche
Sur la planète Kembel, trois astronautes terriens perdus cherchent à réparer leur vaisseau. L'un d'entre eux sera témoin d'une alliance secrète entre les Daleks et différentes races de l'univers dont le plan est de conquérir et détruire la galaxie, en commençant par la Terre.

## Distribution
- Barry Jackson : Jeff Garvey
- Edward de Souza : Marc Cory
- Jeremy Young : Gordon Lowery
- Robert Cartland : Malpha
- Robert Jewell, Kevin Manser, John Scott Martin, Gerald Taylor : Daleks
- David Graham, Peter Hawkins : voix des Daleks

## Résumé
L'épisode commence sur un plan de l'astronaute Jeff Garvey, seul dans la jungle, en état de démence, répétant sans cesse les mots "Kill, kill" (Tuer, tuer). Il se rend près d'une navette endommagée et tente de tuer ses deux camarades, Cory et Lowery. Tué par Cory, le corps de Garvey est laissé sur place, mais commence alors à se changer en Varga, cactus mi-plante mi-animal. Cory apprend à Lowery qu'il suffit d'effleurer cette plante pour que celle-ci vous pousse à tuer tout ce qui se trouve autour de vous avant de vous changer progressivement en plante tueuse à votre tour. La plante Varga étant non seulement originaire de Skaro, mais surtout une création sortie tout droit des laboratoires Daleks, Cory en conclut que ces derniers sont dans les environs. 
Alors qu'ils cherchent à réparer leur vaisseau, Cory et Lowery sont attaqués par des Vargas et sont obligés de s'enfuir dans la jungle. Une unité de Daleks arrive et détruit la navette terrienne. En apercevant un vaisseau venu d'une planète étrangère passer au-dessus de leur tête, les deux astronautes réalisent alors que les Daleks sont en train de planifier une attaque de grande envergure. En effet, c'est sur Kembel que le Dalek suprême est chargé de rencontrer des émissaires venus de sept galaxies différentes. Ils préparent d'un commun accord un plan destiné à détruire les colonies humaines ainsi que la Terre. Dans la jungle, Lowery est infecté par une plante Varga et des Daleks tuent Cory. Ils ne s'aperçoivent pas que celui-ci a eu le temps d'enregistrer un message de détresse.

## Continuité
- On peut revoir les plantes Vargas dans le jeu vidéo Doctor Who: The Adventure Games (en).
- C'est la seconde fois après « The Dalek Invasion of Earth » que les Daleks s'en prennent à la Terre, et l'on voit visiblement que les terriens du futur connaissent la planète Skaro. À l'époque de cet épisode, les terriens connaissent les Daleks depuis plus de mille ans, ce qui situe l'action aux alentours de l'année 3150-3200 (On apprend cependant dans la quatrième partie de « The Daleks' Master Plan » que l'action se passe aux alentours de l'an 4000). On apprend aussi que les hommes ont colonisé divers astres du système solaire (Mars, Vénus et la Lune).